# Гомозков, Станислав Николаевич
Станислав Николаевич Гомозков (род. 03.08.1948, г. Осиповичи Могилёвской области, БССР) — советский спортсмен, игрок в настольный теннис. Единственный чемпион мира среди советских игроков-мужчин. Четырёхкратный чемпион Европы в миксте и многократный призер чемпионатов мира и Европы в парном и командном разрядах. Многократный чемпион СССР. Заслуженный мастер спорта СССР.

## Спортивная карьера
Станислав Гомозков является единственным чемпионом мира среди советских игроков-мужчин. Это звание он завоевал в 1975 году в миксте вместе с Татьяной Фердман. Четырёхкратный чемпион Европы в миксте (1968, 1970, 1972, 1974), все четыре раза победил в паре с Зоей Рудновой. Пятикратный чемпион Европы среди юниоров в одиночном (1966), парном (1965, 1967) и командном разрядах (1965, 1966). Многократный чемпион СССР. Заслуженный мастер спорта СССР.
Самой высокой позицией в мировом рейтинге ITTF было 5-е место в 1967 году.

## Тренерская карьера
В 1978—1980 годах тренер женской сборной СССР, под его руководством женская сборная СССР в составе Нарине Антонян, Людмила Бакшутова, Флюра Булатова и Валентина Попова завоевали золото на Чемпионате Европы 1980 в Берне.
Тренер пятикратной европейской чемпионки Флюры Булатовой. Заслуженный тренер России.

## Личная жизнь
В 1997 женился на Флюре Булатовой, с конца 90-х годов проживает с супругой в Италии. Имеет двух сыновей, Александра и Дмитрия, проживающих в Москве.